# Rhaphiostylis ferruginea
Rhaphiostylis ferruginea är en tvåhjärtbladig växtart som beskrevs av Adolf Engler. Rhaphiostylis ferruginea ingår i släktet Rhaphiostylis och familjen Icacinaceae. Utöver nominatformen finns också underarten R. f. villosa.